# Omar Ahaddaf
Omar Ahaddaf (Tétouan, 31 juli 1970) is een  Marokkaans-Nederlands stand-upcomedian die in 2012 de jury- en publieksprijs won op het Leids Cabaret Festival. Tevens is Ahaddaf acteur. Hij is de broer van Mohamed Ahaddaf, die de ud bespeelt en het Ahaddaf Quartet heeft opgericht.

## Levensloop
Ahaddaf volgde in Marokko een theateropleiding en onderwijs aan Abdelmalek Essaadi-universiteit. Hij reisde in 1999 illegaal naar Nederland en kreeg in 2001 les aan de Amsterdamse Theater Academie. Met Hakim Traïdia toerde hij door Nederland met de kindervoorstellingen Mohamlet en De Nieuwe Kleren van de Keizer en Achmed van Oranje. In 2006 deed Ahaddaf mee aan het Knock Out Comedy Festival en behaalde hij de tweede plaats. In datzelfde jaar won hij de publieksprijs op het Amsterdams Kleinkunst Festival en was hij halvefinalist van de Culture Comedy Award.
In 2013 deed Ahaddaf drie keer mee aan de voorstelling LULverhalen. Deze voorstelling was bedoeld als tegenhanger van De Vagina Monologen. Hij speelt geregeld tijdens de open podia van het stand-upcomediancollectief Comedy Café en wordt regelmatig uitgenodigd om tijdens de voorstellingen van Marocomedy (Marokkaanse stand-uphumor) de Master of Ceremony te zijn.
In 2015 komt Ahaddaf in de Nederlandse theaters met een soloprogramma genaamd "Grenzeloos".
Van 2018 tot en met 2021 vertolkte Ahaddaf de rol van Abdelhak Taheri in de Videoland-serie Mocro Maffia. In het najaar van 2022 was hij te zien als Mozes in de bioscoopfilm De Tatta's, hij hernam deze rol in de vervolgfilm De Tatta's 2 uit 2023.
In 2023 deed Ahaddaf mee aan het televisieprogramma De Alleskunner VIPS waarin hij als derde afviel en daarmee op de 63ste plaats eindigde.
In 2025 deed Ahaddaf mee aan het vijfde seizoen van het televisieprogramma De Verraders bij RTL 4 als getrouwe.

## Trivia
- Mohamed had een muzikale rol in het programma "Zonder Titel", dat Omar tijdens het Leids Cabaret Festival speelde.
- In april 2013 speelde hij eenmalig zijn programma Moektab in De Meervaart te Amsterdam. De voorstelling was in het Arabisch gesproken.
- In 2014 en 2015 speelde hij met een aantal andere cabaretiers en comedians en/of kleinkunstenaars Cabaretteketet, een avondvullend programma in kleine theaters in Nederland.